# Олегівська вулиця
Оле́гівська ву́лиця — вулиця в Шевченківському районі міста Києва, місцевість Щекавиця. Пролягає по схилу гори Щекавиці, від вулиці Нижній Вал до Лук'янівської вулиці.

## Історія
В садибі № 41 1980 року було випадково виявлено сліди церкви ХІІ століття.
Вулиця відома з XVIII століття під назвою Погребальна — вона вела до одного з перших міських кладовищ — Щекавицького. Сучасна назва — з 1869 року, на честь київського князя Олега, могила якого, за легендою, знаходиться на Щекавиці. Від назви вулиці цю місцевість іноді називають Олегівкою.
На своєму початку вулиця забудована приватними садибами. Збереглося кілька старовинних дерев'яних будинків.

## Особи та події, пов'язані з Олегівською вулицею
Будинок № 10 належав Федоріву Дмитру Івановичу (1930–2012), колишньому хореографу народного фольклорно-хорового колективу «Гомін». Наприкінці 1980-х років тут проходили публічні вечори Українського культурологічного клубу, засідання Київської філії Української Гельсінської Спілки, наради Всеукраїнської координаційної ради УГС, зібрання та зустрічі колишніх політв'язнів. У тому ж будинку деякий час мешкали керівні діячі та активісти УГС, зокрема В'ячеслав Чорновіл, Михайло Горинь, Анатолій Лупиніс, Олександр Орос та інші. 17 січня 1988 року тут відбувся організований Українським культурологічним клубом перший громадський вечір пам'яті Василя Стуса з доповіддю Михайлини Коцюбинської, виступами Євгена Сверстюка, Зіновія Красівського, Василя Ґурдзана, Степана Сапеляка, В'ячеслава Чорновола, Олеся Сергієнка, Михайла Гориня.

## Споруди, заклади
За адресою Олегівська, 34-б на початку 1950-х років було споруджено радіовежу.
За адресою Олегівська, 36 з кінця 1950-х років до 1976 року розміщувався Київський індустріальний технікум.
Місцевою цікавинкою є будинок № 43-А — його паркан складений з типової жовтої київської цегли, із включенням старовинних клеймованих цеглин.

## Зображення

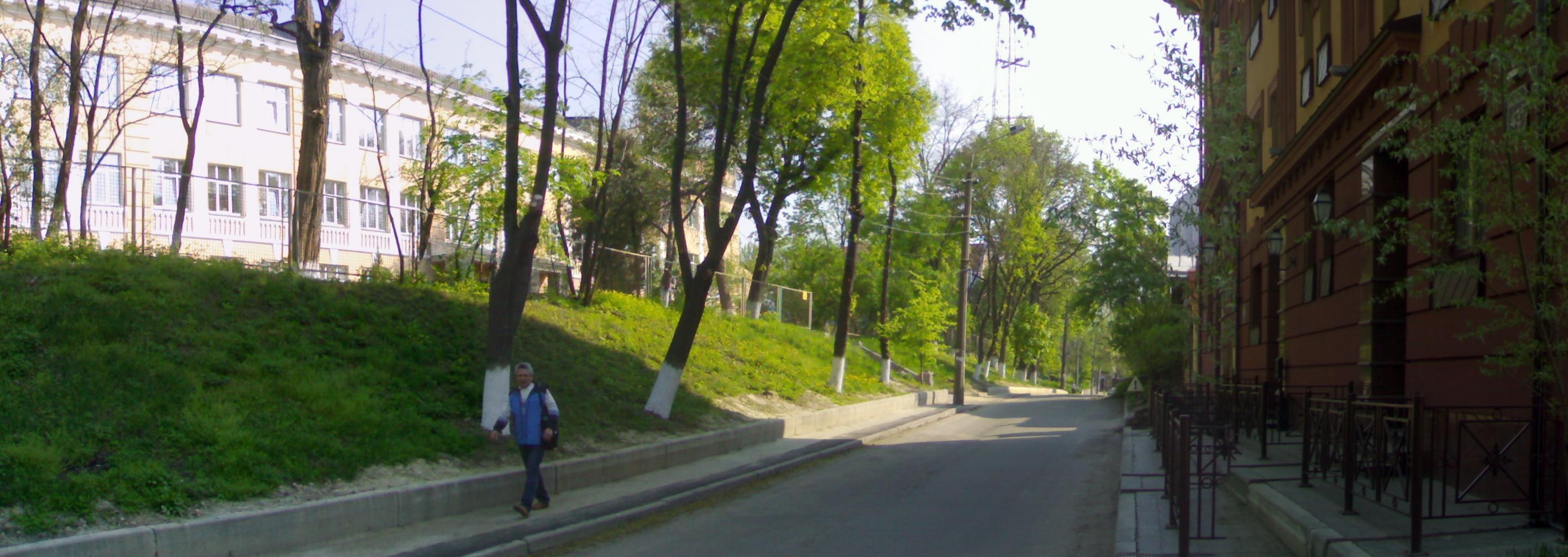
Вигляд від Лук'янівської вулиці
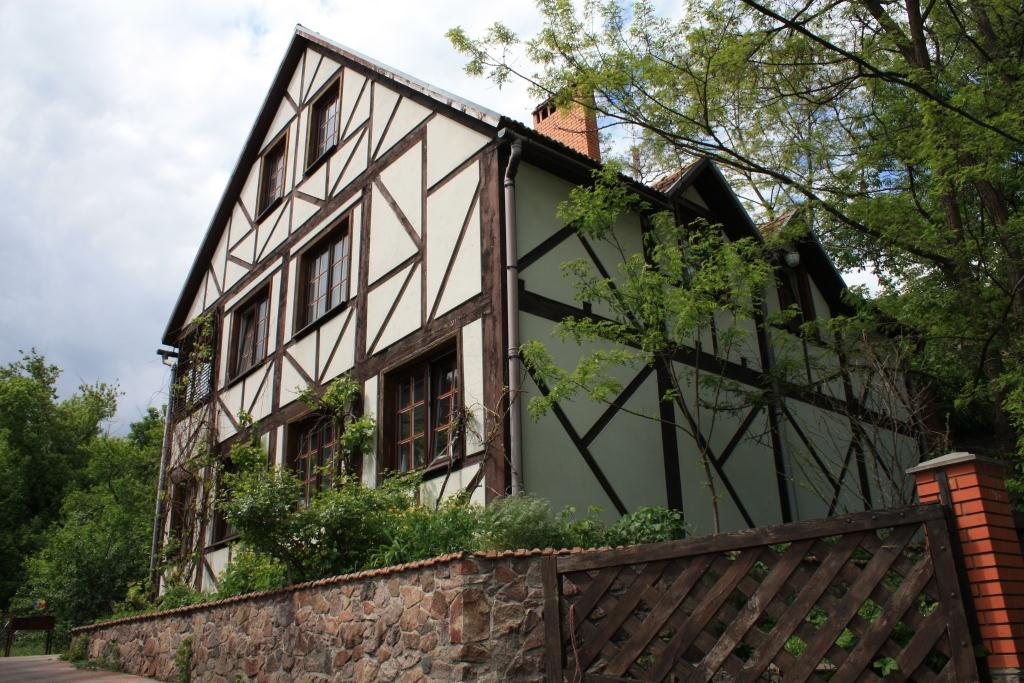
№ 5
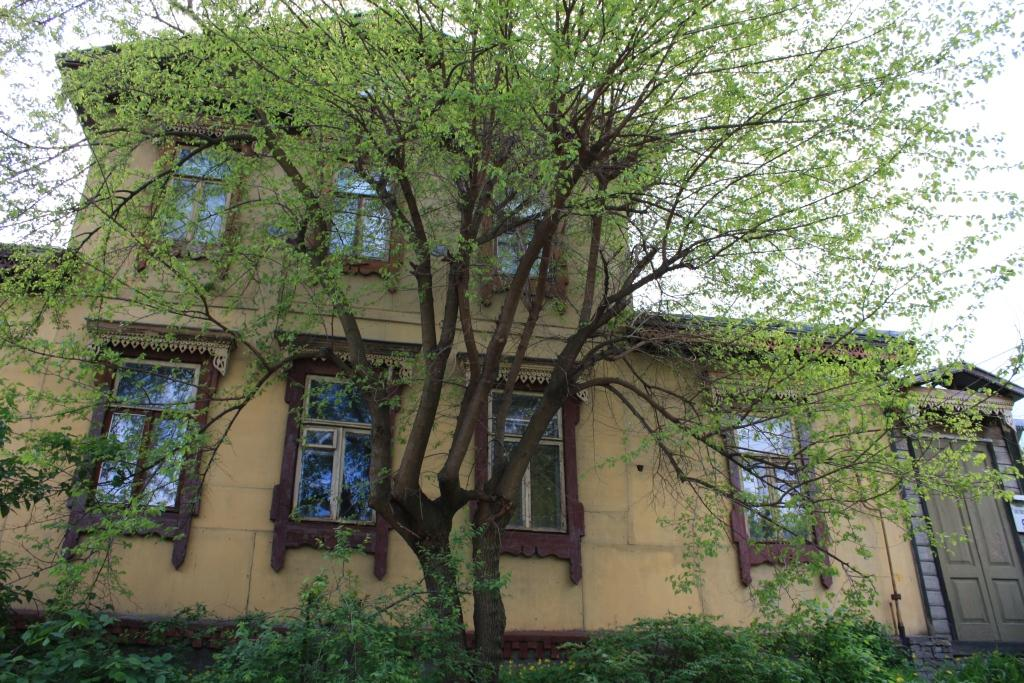
№ 9
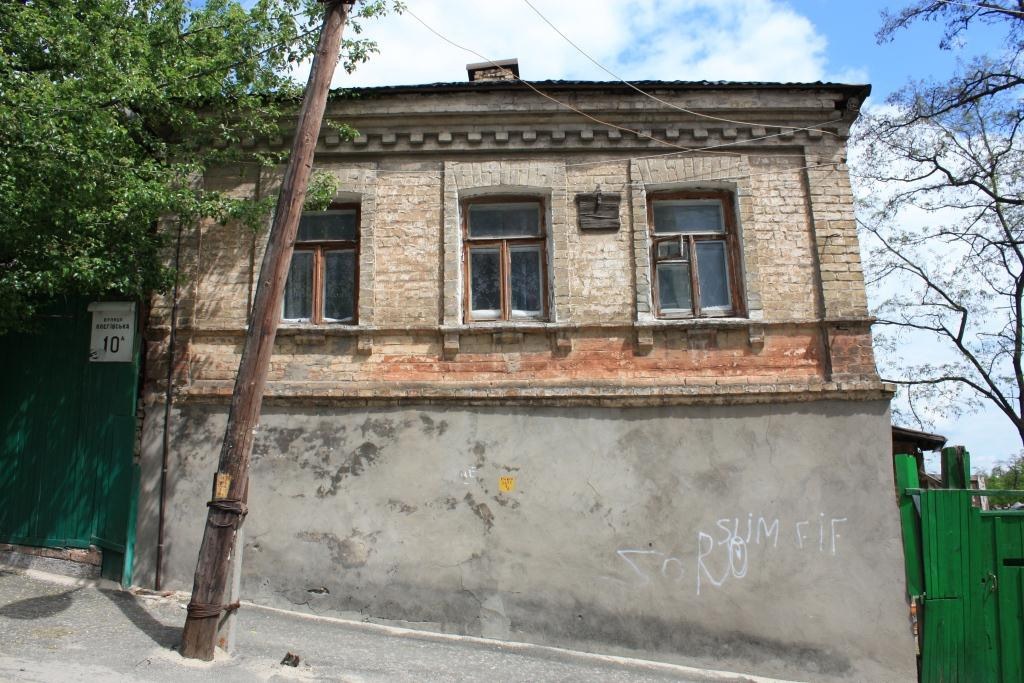
№ 10-А
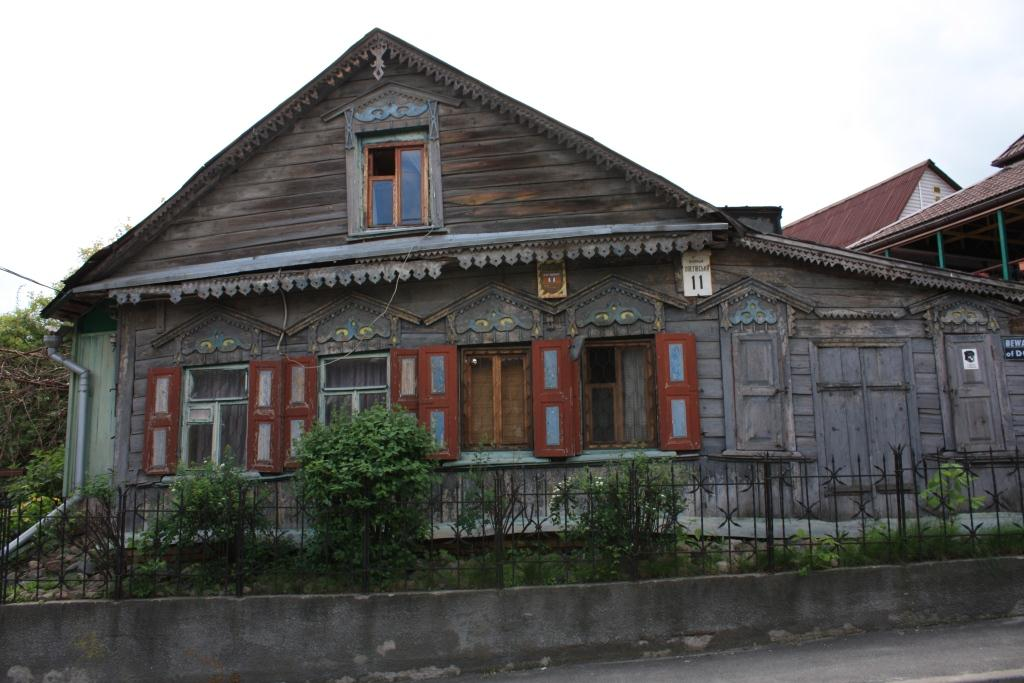
№ 11
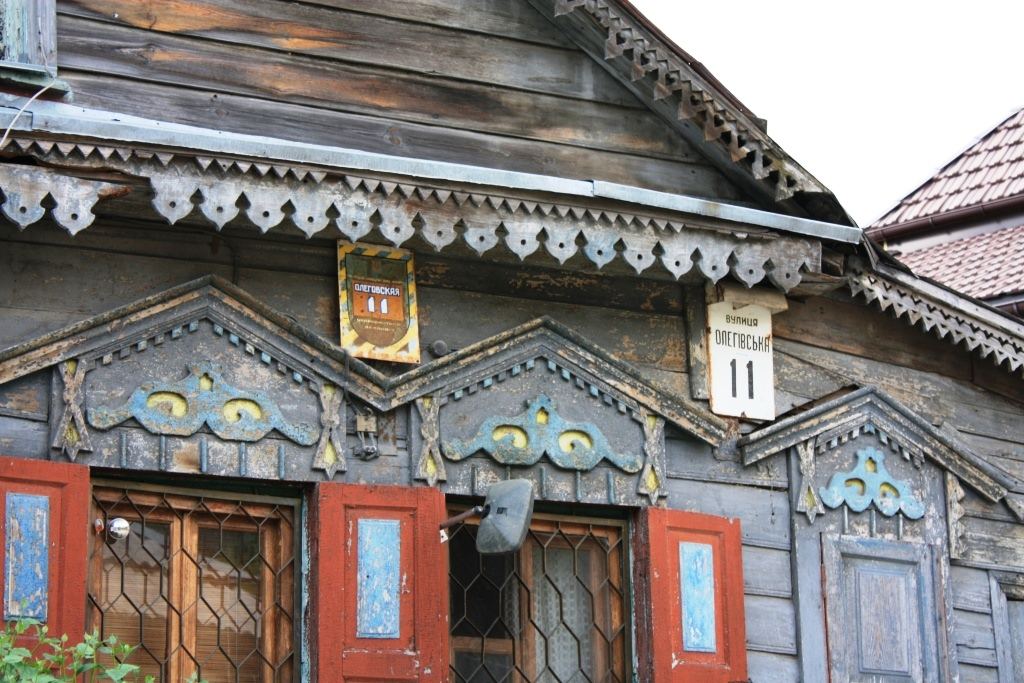
Елементи дерев'яного оздоблення фасаду будинку № 11
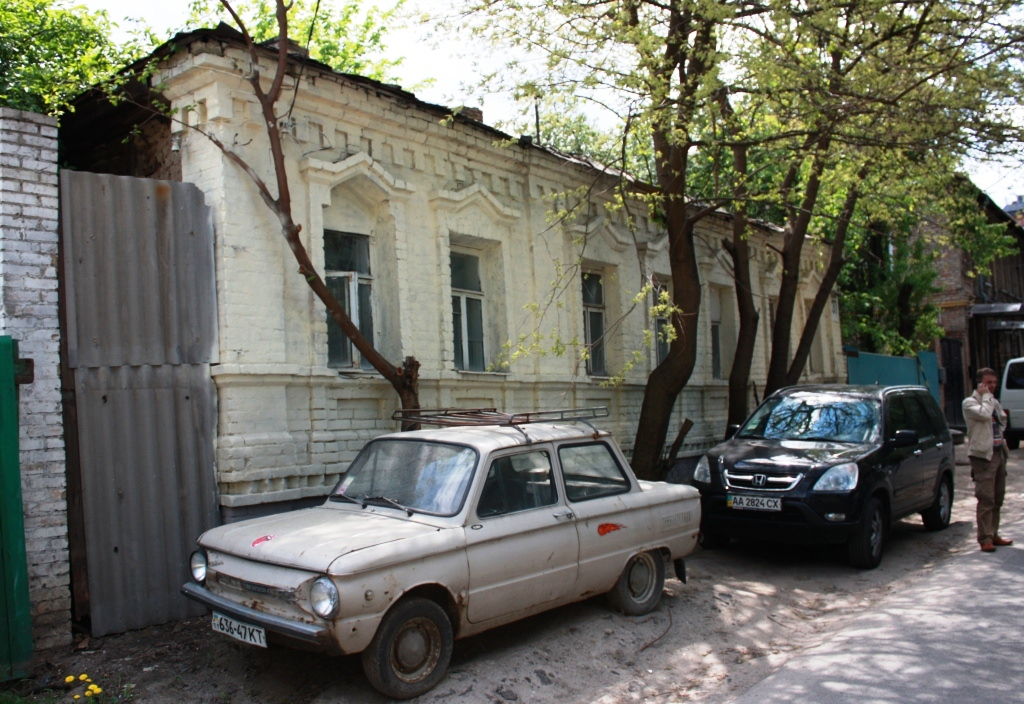
№ 37
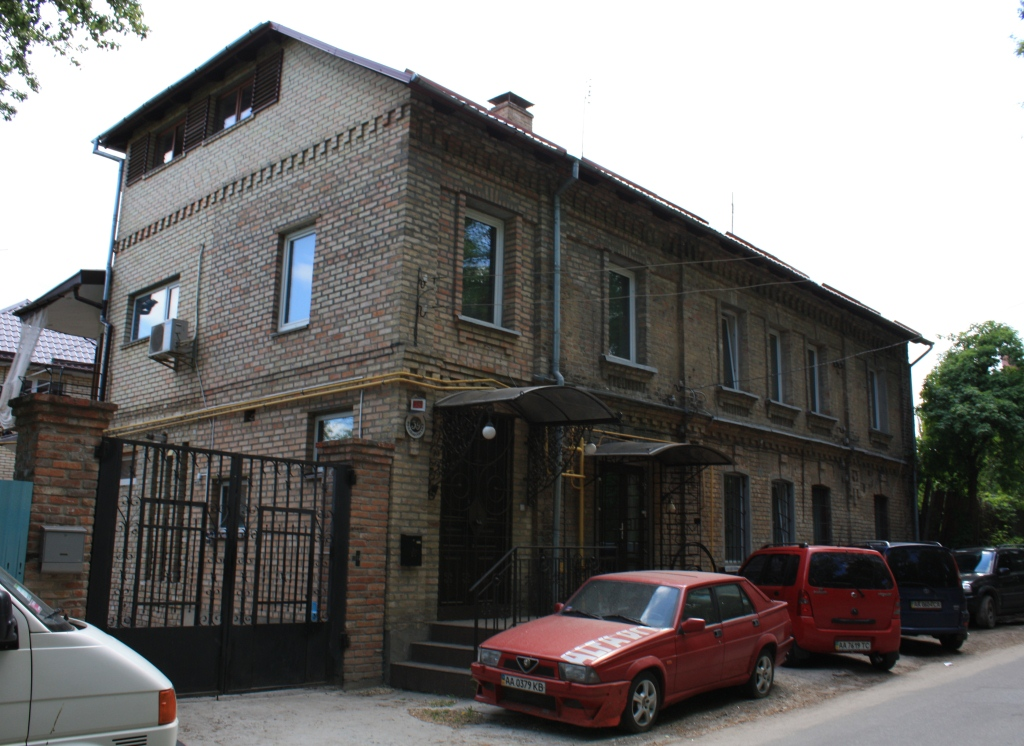
№ 39
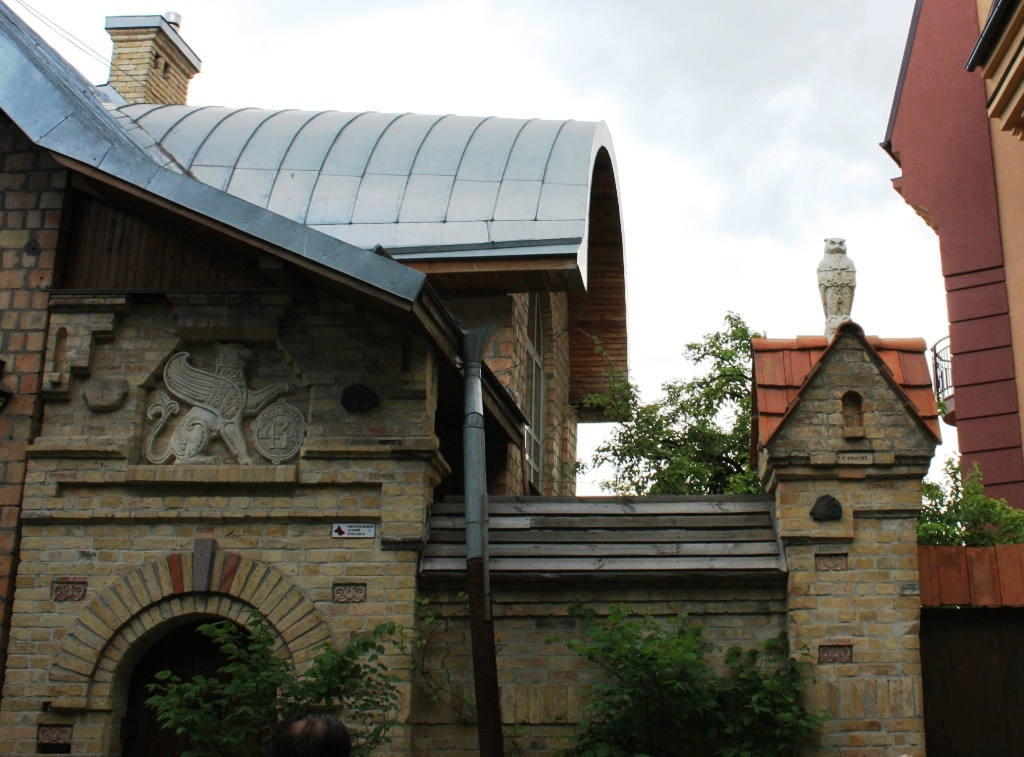
41-А
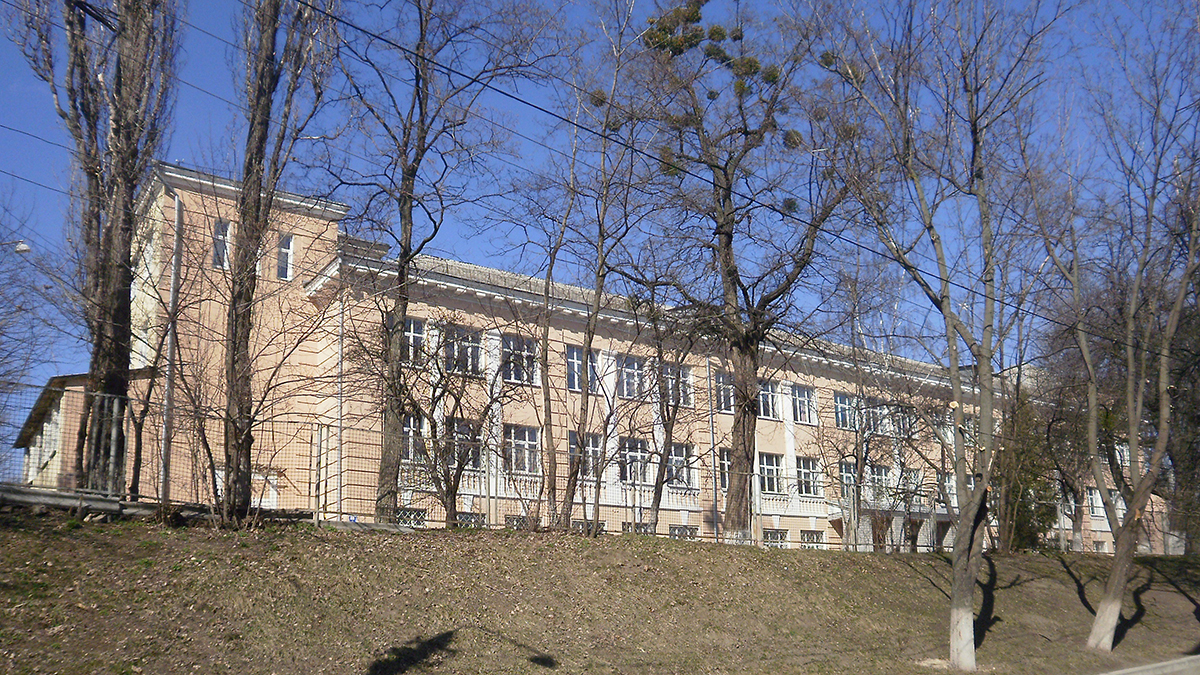
№ 42 — інтернат № 8, 1936